# Jean Rhys
Jean Rhys, właśc. Ella Gwendolen Rees Williams (ur. 24 sierpnia 1890 w Roseau, zm. 14 maja 1979 w Exeter) – modernistyczna pisarka z Karaibów. Autorka powieści i opowiadań.
W 1907 przyjechała do Anglii w celu studiowania aktorstwa, które z czasem porzuciła. Zachęcona przez Forda Madoxa Forda zaczęła pisać opowiadania. Wprowadzała w nich postacie przesiedleńców, marginalizowanych społecznie, by pokazać nowoczesne zasady postępowania ludzi pozbawionych ojczyzny. Badała temat wygnania, zmiany warunków życia, konflikt między kulturą zachodnioindyjską a angielską, kobiecą wrażliwość i kulturowe wydziedziczenie.

## Dzieła
- The Left Bank and Other Stories, 1927
- Postures, 1928 (w USA opublikowane jako Quartet, 1929)
- After Leaving Mr. Mackenzie, 1931
- Voyage in the Dark, 1934
- Good Morning, Midnight, 1939
- The Day They Burnt the Books, 1960
- Szerokie Morze Sargassowe (Wide Saragasso Sea), 1966
- Tigers Are Better-Looking, 1968
- Sleep It Off Lady, 1976
- Smile Please: An Unfinished Autobiography, 1979